# Charles Paumier du Verger
Charles Victor Léon Joseph Paumier du Verger (* 11. März 1874 in Schaerbeek; † nach 1912) war ein belgischer Sportschütze.

## Erfolge
Charles Paumier du Verger nahm an zwei Olympischen Spielen teil. 1900 in Paris gewann er im stehenden Anschlag mit dem Armeegewehr die Bronzemedaille hinter Lars Jørgen Madsen und Ole Østmo. Im Dreistellungskampf belegte er sowohl im Einzel als auch mit der Mannschaft den sechsten Rang, während er im knienden und im stehenden Anschlag keine vordere Platzierung erzielte. Bei den Olympischen Spielen 1908 in London sicherte er sich mit der Freien Pistole im Mannschaftswettbewerb mit Réginald Storms, Paul van Asbroeck und René Englebert die Silbermedaille. Mit 1863 Punkten behaupteten sich die Belgier vor der britischen Mannschaft, während die US-amerikanische Mannschaft den Wettbewerb gewann. Paumier du Verger war dabei mit 462 Punkten der drittbeste Schütze der Mannschaft. Den Dreistellungskampf mit dem Freien Gewehr beendete er mit der Mannschaft auf Rang fünf.
Bei Weltmeisterschaften gewann Paumier du Verger zwischen 1900 und 1912 insgesamt 30 Medaillen, davon 18 mit dem Gewehr und 12 mit der Pistole. Sieben seiner zwölf Weltmeistertitel gewann er mit der Freien Pistole, davon einen im Einzel und sechs mit der Mannschaft. Außerdem wurde er mit dem Freien Gewehr 1905 in Brüssel und 1908 in Wien im Dreistellungskampf, 1906 in Mailand und 1908 in der knienden Position sowie 1905 im liegenden Anschlag Weltmeister. Neben seinen zwölf Goldmedaillen gewann er sechs Silber- und zwölf Bronzemedaillen.